# Challenger (schip, 1956)
De Challenger was een kraanschip van Heerema. Het werd in 1956 bij Verolme Scheepswerf Alblasserdam gebouwd als de ertstanker P.G. Thulin voor de Nederlandse Erts-Tanker Maatschappij.
In 1968-69 werd het schip bij Boele in Bolnes omgebouwd tot kraanschip. Hierbij werd een kraan van IHC Gusto geplaatst met een capaciteit van 800 shortton.
De Challenger betekende een terugkeer van Pieter Schelte Heerema naar de kraanschepen, nadat in 1966 zijn joint-venture met Brown & Root was beëindigd die daarbij de Global Adventurer hadden overgenomen en hadden bedongen dat Heerema zich twee jaar lang zou onthouden van de exploitatie van kraanschepen.
De eerste opdracht was in de Golf van Suez waar voor de Gulf of Suez Petroleum Company (50% Egyptian General Petroleum Corporation, 50% Amoco) een aantal boor- en productieplatforms geplaatst en een pijpleiding gelegd moesten worden in het El Morgan-veld. Deze waren gebouwd bij De Groot Zwijndrecht en werden daar aan dek geladen van de Challenger. Omdat het Suezkanaal nog gesloten was na de Zesdaagse Oorlog van 1967 ging de reis via Kaap de Goede Hoop.
Een nadeel bij de Challenger was dat achter de kraan op het achterschip nog een accommodatie stond, wat het onmogelijk maakte om een zware hijs uit te voeren over het achterschip. Dit beperkte de toepassingen, aangezien dwarsscheepse stabiliteit bij schepen kleiner is dan langsscheepse stabiliteit.
De Johannes Frans, een zusterschip van de P.G. Thulin, werd in 1971 gekocht door Heerema om als Challenger II te gaan varen, maar werd uiteindelijk als Conqueror verkocht aan Amoco. In plaats daarvan kocht Heerema de grotere Velutina die als Champion in de vaart kwam en de kraan op het achterschip had staan.
In 1987 werd het schip gesloopt in Aliaga.